# Monnaie de singe (film, 1931)
Cet article concerne le film de Norman Z. McLeod. Pour le film d'Yves Robert, voir Monnaie de singe.
Pour les articles homonymes, voir Monnaie de singe et Monkey Business.
Pour plus de détails, voir Fiche technique et Distribution.
Monnaie de singe (Monkey Business) est une comédie américaine réalisée par Norman Z. McLeod et sortie en 1931.

## Synopsis
Groucho, Chico, Harpo et Zeppo voyagent clandestinement sur un bateau. Découverts par le capitaine, ils sont pourchassés mais parviennent à se cacher. Briggs, un bandit, trouve Groucho dans la cabine de sa fiancée et décide de l'engager au lieu de le tuer tandis que Chico et Harpo sont embauchés par Helton, son rival...

## Fiche technique
- Titre : Monnaie de singe
- Titre original : Monkey Business
- Réalisation : Norman Z. McLeod, assisté de Charles Barton (non crédité)
- Production : Herman J. Mankiewicz
- Société de production : Paramount Pictures
- Scénario : S.J. Perelman et Will B. Johnstone
- Photographie : Arthur L. Todd
- Musique : John Leipold
- Pays d'origine : États-Unis
- Format : Noir et blanc - Son : Mono (Western Electric Noiseless Recording)
- Genre : comédie burlesque
- Durée : 77 minutes
- Sortie : 19 septembre 1931 (USA)

## Distribution
- Groucho Marx : Groucho
- Harpo Marx : Harpo
- Chico Marx : Chico
- Zeppo Marx : Zeppo

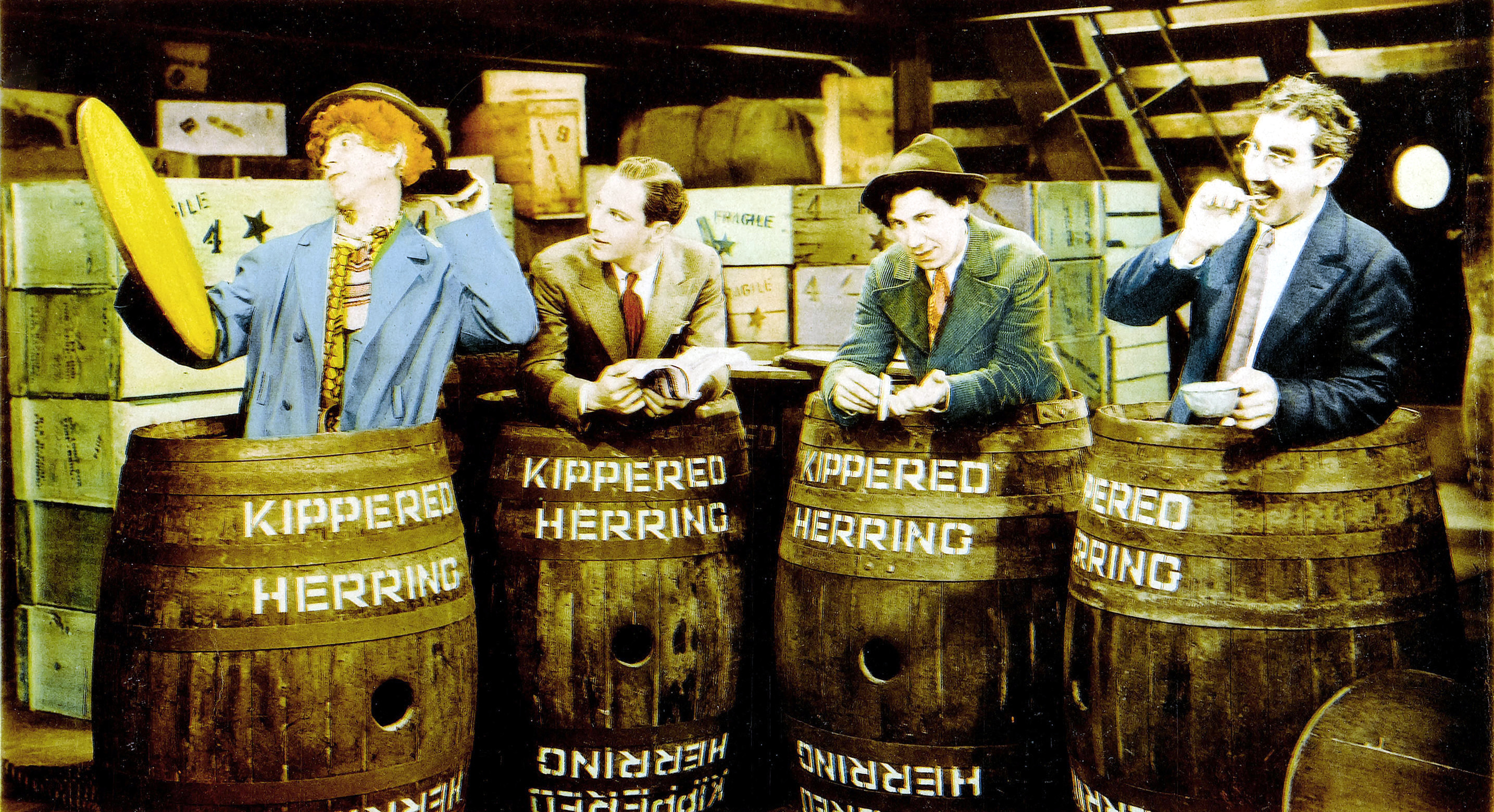
Autre carte promotionnelle du film. On reconnaît, de gauche à droite : Harpo, Zeppo, Chico et Groucho, en passagers clandestins de bateau, cachés dans des tonneaux de harengs salés.

- Rockliffe Fellowes : J.J. 'Big Joe' Helton
- Harry Woods : Alky Briggs
- Thelma Todd : Lucille Briggs
- Ruth Hall : Mary Helton
- Tom Kennedy : Premier maître Gibson
- Ben Taggart : Le capitaine Corcoran

Acteurs non crédités
- Davison Clark : un contrôleur des passeports
- Cecil Cunningham : Mme Swempski
- Rolfe Sedan : Deuxième barbier